# Small Talk
«Small Talk» — пісня американської співачки Кеті Перрі, що вийшла як сингл 9 серпня 2019 року. Співавтором треку виступив американський співак Чарлі Пут.

## Реліз
У липні 2019 року Чарлі Пут обмовився, що має стосунок до нового синглу Кеті Перрі. 6 серпня сама співачка у своїх соцмережах викладає невеликі уривки тексту пісні. Наступного дня вона представила обкладинку синглу, реліз якого мав відбутися 9 серпня разом .

## Відеокліп
Режисером кліпу на цю пісню стала український кліпмейкер Таня Муїньо, для якої це був перший досвід роботи з західними виконавцями.
|                                                         | У цей проєкт я потрапила просто: мені запропонували написати трітмент на Small Talk, я зробила сім варіантів, останній затвердили. Кліп знімали в Лос-Анджелесі 2 дні, бюджет був чималий. Я вперше працювала із західною артисткою, і не можу до сих пір повірити, що це Katy Perry. Досвід унікальний у всіх сенсах: там все по-іншому. Великий ланцюжок людей, дуже мало часу на знімання (12 годин на день). І все відбувається дуже швидко! |
| — розповіла Таня в своєму інтерв'ю для журналу VOGUE.ua | |

Сюжет кліпу розповідає про любов до собак, хоча в самій пісні співається про колишніх закоханих. Одним з головних героїв кліпу став домашній улюбленець Кеті Перрі — пес по кличці Наггет. Крім нього, у зніманні кліпу взяли участь ще понад два десятки собак.
Стилістом вбрання Кеті стала художниця костюмів Фенікс Меллоу, яка працювала над фільмами «Люди Ікс», «Чорна пантера», серіалом «Дивні дива».
Відеокліп вийшов на YouTube 30 серпня і вже за три перші дні його подивилося більше 5 млн глядачів.